# Elitra

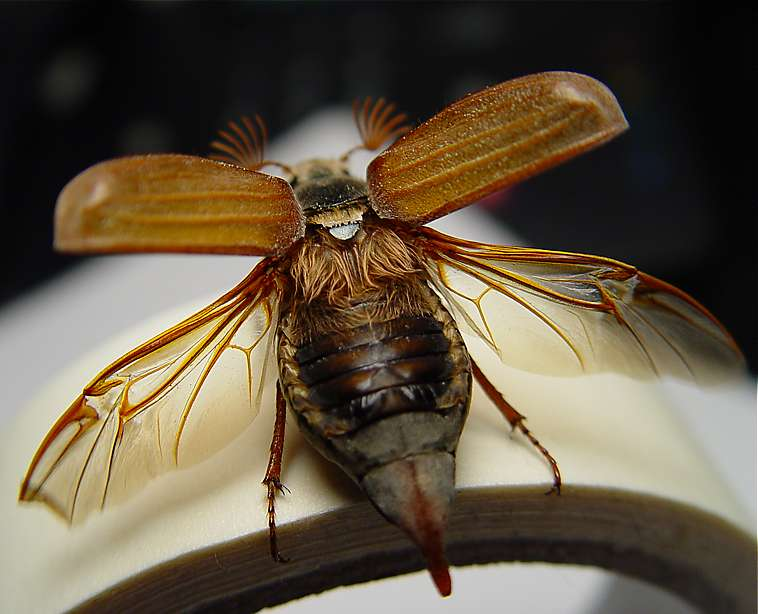
Le elitre di questo coleottero (Melolontha melolontha L.) si distinguono facilmente dalle ali trasparenti sottostanti

L'elitra (pronuncia: èlitra) è l'ala anteriore sclerificata della quale sono dotati i coleotteri e gli emitteri. Nei primi, tutta l'ala anteriore è sclerificata, mentre nei secondi si parla più propriamente di emielitre in quanto solo la metà prossimale è sclerificata, mentre la restante parte rimane membranosa.
Le elitre sono costituite da sclerotina e hanno perduto la funzione del volo, divenendo una sorta di scudo o protezione per l'addome e le ali membranose sottostanti, che sono le sole utilizzate per il volo, durante il quale le elitre sono mantenute sollevate; in alcuni coleotteri scarabeidi cetonini esse non vengono sollevate e le ali posteriori vengono distese scivolando al di sotto del bordo elitrale arrotondato. In alcuni gruppi, le elitre sono fuse assieme poiché è stata perduta del tutto la capacità di volo (es. alcuni rappresentanti della famiglia dei carabidi). I coleotteri brachitteri (es: gli stafilinidi) hanno elitre molto corte che non raggiungono l'addome.
Il processo di sclerotizzazione delle ali anteriori si manifesta anche negli ortotteri, nei quali, però, le ali anteriori prendono il nome di tegmine.